# Kamo (quận)
Kamo (加茂郡 Kamo-gun) là một quận nằm trong Gifu, Nhật Bản.

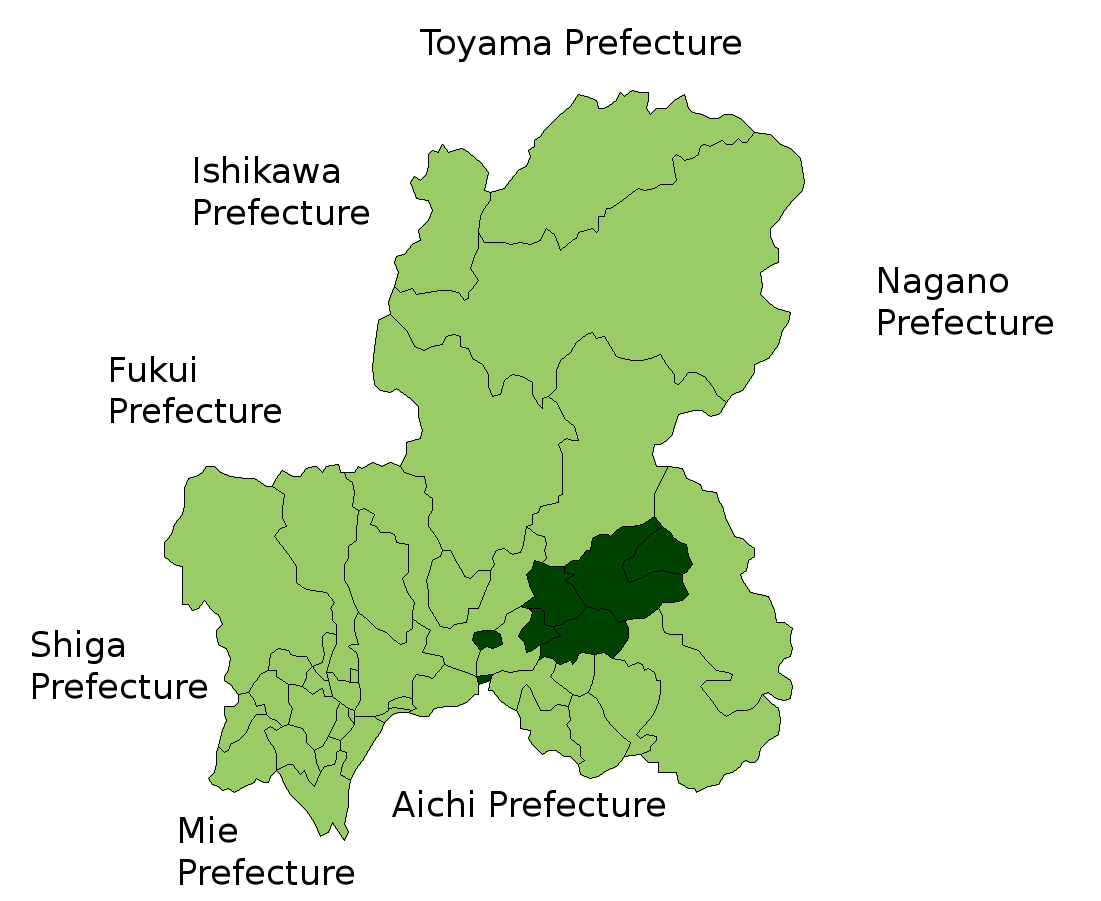
Vị trí của quận Kamotrong tỉnh Gifu

Tại thời điểm tháng 5 năm 2008, quận có dân số khoảng 54.845 người và mật độ dân số 89,2 người/km². Tổng diện tích là 615,17 km².

## Thị xã và làng
- Hichisō
- Higashishirakawa
- Kawabe
- Sakahogi
- Shirakawa
- Tomika
- Yaotsu